# Чачански партизански одред
Чачански народноослободилачки партизански (НОП) одред „др Драгиша Мишовић“ је био партизанска јединица у саставу Народноослободилачке војске и партизанских одреда Југославије током Другог светског рата у Србији. Командант одреда био је Момчило Радосављевић, а политички комесар Ратко Митровић, народни херој.

## Историјат
Формиран је, по одлуци Окружног комитета КПЈ за Чачак, 12. јула 1941. године на планини Јелици, на месту званом Стјеник. Одред се састојао од четири чете: Таковске, Љубићке, Трнавске и Драгачевске и имао је око 60 бораца. Средином јула Одред је нарастао на 7 чета са око 500 бораца, а крајем септембра формирана су 4 батаљона (Љубићки, Трнавски, Таковски и Драгачевски), са око 2400 бораца. Октобра 1941. поред батаљона у саставу Чачанског одреда формирана је артиљеријска батерија, тенковски и бициклистички вод. До стварања слободне територије у западној Србији (септембра 1941), Чачански одред је рушио и запречавао комуникације Чачак—Београд, Чачак—Краљево, Чачак—Крагујевац, Чачак—Гуча и Чачак—Пожега, и нападао окупаторске колоне које су се њима кретале. Паљењем општинских архива и уништавањем жандармеријских станица, успешно је разбијао квислиншку административну управу. Међу првим акцијама које је извршио Чачански одред био је сукоб са Немцима 19. јула 1941. године у Горњој Горевници, а 20. јула у Леушићима. Затим долазе значајне акције: рушење моста на Западној Морави у Овчарско-кабларској клисури (27. јула); паљење великог војног сењака у кругу немачке касарне у Чачку; борба са Немцима на Стјенику (4. августа); паљење војног сењака у Горњем Милановцу (7. августа); напад на жандармеријску посаду у Гучи (16. августа); напад на железничку станицу и ложионицу у Љубићу (26. августа); рушење железничког моста на реци Чемерници код Прељине (30. августа) , рушење пропуста у Прислоноци, којом приликом је уништена читава немачка композиција, дизање у ваздух магацина са експлозивом у казаници и друго. У првој половини августа 1941. године извршени су напади на немачку стражу и железничку станицу у Брђанима. Извршено је рушење мостова помоћу авионских бомби на Чемерници, Овчару и Каблару, Шкипића потоку, на Гружи и Морави. Дана 29. септембра 1941. године, после заједничких херојских борби са четницима, ослобођен је Горњи Милановац, где је заробљено 80 Немаца, а 1. октобра особођен је Чачак. У октобру је затворио пролазе на ослобођену територију од Крагујевца, Аранђеловца, Ваљева, Краљева, одбијао честе нападе делова немачке 714. дивизије са правца Крагујевац—Горњи Милановац, а у борбама 6. и 15. октобра запленио и два тенка, и заједно са Краљевачким НОП одредом вршио четири напада на Краљево, који су бранили делови немачке 717. дивизије. Новембра 1941. у огорченим борбама одбранио је Чачак и Горњи Милановац од четника, и водио тешке борбе на Руднику против надмоћнијих делова немачке 714. дивизије и Колубарске групе недићевско-четничких одреда. Делом снага бранио је Ужице од 2. до 8. новембра, и учествовао у противнападу против четника код Пожеге и Равне горе од 8. до 20. новембра. После оштрих борби у првој непријатељској офанзиви, главнина Одреда се повукла у Санџак, водила мање борбе на Увцу, код Нове Вароши и на Лиму, а 1. марта 1942. ушла у састав 2. пролетерске бригаде као њен 2. батаљон. На територији Чачанског одреда су остале мање партизанске групе које је непријатељ успео да разбије и добрим делом уништи. Од преосталих партизана, средином 1942, поновно је формиран одред, који је, после неколико мањих акција, расформиран октобра 1942. и поновно окупљен 18. фебруара 1943. на планини Јелици. Али, већ 5. марта у селу Остри, код Чачка, окружен је и разбијен од надмоћнијих жандармеријских и четничких снага, и претрпео је осетне губитке. Од преосталих и новодошлих бораца Чачански одред је поновно формиран маја 1943, и затим извео више акција на железничкој прузи Београд—Чачак и осталим комуникацијама, као и акцију против непријатељевих јединица у околини Чачка и Горњег Милановца. Крајем новембра 1943. ушао је у састав 1. шумадијске бригаде, а једна група бораца задржала се на терену и око ње се у лето 1944. формирао нови Чачански одред, који је у периоду септембар—новембар учествовао у борбама за одбрану ослобођеног Горњег Милановца и у акцијама око Чачка, а 4. децембра 1944, с осталим јединицама 2. армијске групе, за ослобођење Чачка и Гуче против делова немачког 34. армијског корпуса. После ослобођења Чачанског округа (децембра 1944), ушао је у састав јединица КНОЈ и Народне милиције.

## Народни хероји Чачанског НОП одреда
- Тадија Андрић
- Милица Вучетић
- Радован Грковић
- Драгомир Дражевић
- Радомир Ђуракић
- Радисав Јанићијевић
- Предраг Јевтић
- Душан Јечменић
- Радован Јовановић
- Богдан Капелан
- Милутин Луковић
- Раденко Мандић
- Тихомир Матијевић
- Милош Минић
- Ратко Митровић
- Драгослав Мутаповић
- Бранислав Обрадовић Џамбо
- Димитрије Писковић Трнавац
- Божо Томић
- Владо Томановић
- Јелена Ћетковић
- Средоје Урошевић